# Carlos A. Romero Ramírez
Carlos Alberto Romero Ramírez (Lima, 12 de octubre de 1863 - Ibídem, 31 de octubre de 1956) fue un historiador y bibliotecario peruano, especializado en la edición de documentos.

## Biografía
Sus padres fueron Santiago Romero Cárdenas y Manuela Ramírez. Estudió en el colegio fundado por Agustín de la Rosa Toro y en el Colegio Nacional Nuestra Señora de Guadalupe. Producida la Guerra contra Chile, se alistó en el reserva a órdenes del entonces sargento Augusto B. Leguía. Peleó en la batalla de Miraflores, librada en las afueras de Lima, el 15 de enero de 1881. 
Ingresó posteriormente a laborar en la Biblioteca Nacional en donde ocupó diversos cargos hasta llegar a ser Director de dicha institución, primero de manera interina (1924-1926) y luego como titular (1928-1943). En su periodo ocurrió el trágico incendio del local de la Biblioteca Nacional.
Dirigió la Revista de Archivos y Bibliotecas Nacionales (1899-1900) y la Revista Histórica de Lima (1905-1943). Fue el primer Presidente del Instituto Sanmartiniano del Perú (1935-1938) sentando las bases de la organización. 
Conjuntamente con Horacio H. Urteaga editó la Colección de Libros y Documentos Referentes a la Historia del Perú, conocida también como la Colección Urteaga-Romero (dos series, con 23 volúmenes; 1916-1939), en la que aparecieron muchos libros agotados o que permanecían inéditos, escribiendo Romero algunos de sus prólogos. Entre esos libros sobresalen la Descripción y población del Perú del obispo Lizárraga y el Diario de Lima de los Mugaburu (padre e hijo).
Sus trabajos son de vital importancia dado su carácter bibliográfico, y caben tres en especial que señalar:
- Los de la Isla del Gallo (Lima, 1899), monografía histórica premiada con la medalla de oro en el concurso promovido por el Ateneo de Lima. Fue reeditada en 1944, bajo el título de Los héroes de la isla del Gallo. Investigando en las crónicas del descubrimiento y de la conquista, Romero desentraña el problema histórico sobre el número y los nombres de los aventureros españoles que decidieron permanecer al lado de Francisco Pizarro en la isla del Gallo (a los que la tradición histórica conoce como los Trece de la Fama).
- Los orígenes del periodismo en el Perú (Lima, 1940), es un estudio bibliográfico que registra las hojas de noticias impresas y gacetas que llegaban al Perú desde España, antes de la aparición del Diario de Lima, el primer periódico propiamente dicho que se editó en el Perú a fines del siglo XVIII.
- Adiciones a La Imprenta en Lima, obra inédita que le valió el Premio Nacional de Fomento a la Cultura en la especialidad de Historia en 1955 y de cuyos apuntes Luis Alberto Sánchez señaló en una edición facsimilar de La Imprenta en Lima de 1966 que constituirían un quinto tomo conjuntamente con otras obras. Dichos apuntes manuscritos –según algunos– se encuentran en la Biblioteca de Félix Denegri Luna, hoy en propiedad de la Pontificia Universidad Católica del Perú.

## Publicaciones
- Los de la Isla del Gallo (Lima, Libr. Escolar e Impr. de E. Moreno, 1899). Medalla de Oro otorgado por el Ateneo de Lima.
- Historia nacional (Lima, Tip. Nacional de F. Barrionuevo, 1905).
- Informe sobre las ruinas de Choqquequirau (Lima, Impr. Nacional, de Federico Barrionuevo, 1909).
- Los orígenes del periodismo en el Perú (Lima, Libr. e Impr. Gil, 1940). Premio Nacional Fomento a la Cultura en la especialidad de Historia.